# La Crosse County
La Crosse County är ett administrativt område i delstaten Wisconsin, USA. År 2020 hade countyt 120 784 invånare. Den administrativa huvudorten (county seat) är La Crosse. 

## Geografi
Enligt United States Census Bureau så har countyt en total area på 1 243 km². 1 173 km² av den arean är land och 70 km² är vatten. 

### Angränsande countyn
- Trempealeau County, Wisconsin - nordväst
- Jackson County, Wisconsin - nordost
- Monroe County, Wisconsin - öst
- Vernon County, Wisconsin - syd
- Houston County, Minnesota - sydväst

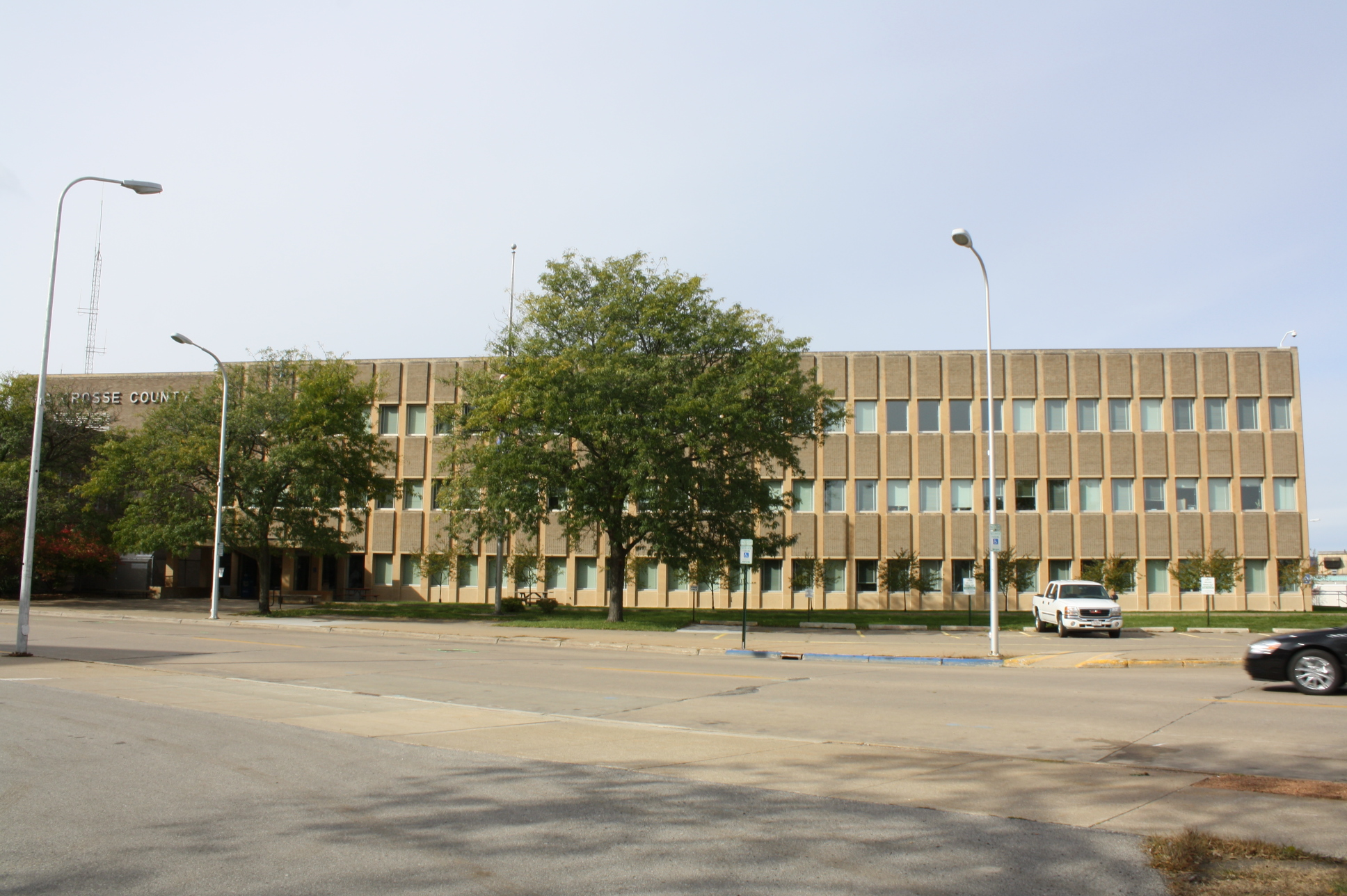
La Crosse County Courthouse.

- Winona County, Minnesota - väst